# Културна политика Србије
Културна политика Србије обухвата скуп начела, мера, законских оквира и активности које Република Србија, путем својих институција и у сарадњи са другим актерима, спроводи ради остваривања стратешких циљева у области културе. Циљеви културне политике усмерени су на очување и промоцију културног наслеђа, подстицање савременог стваралаштва, обезбеђивање услова за културни развој, доступност културних садржаја свим грађанима, као и на међународну културну сарадњу.

## Дефиниција и циљеви
Културна политика представља део укупне јавне политике једне државе која се бави планирањем, организовањем, финансирањем и вредновањем активности у области културе. Основни циљеви културне политике у Србији, дефинисани кроз законске и стратешке документе, најчешће укључују:
- Заштиту, очување и презентацију покретног и непокретног културног наслеђа, као и нематеријалног културног наслеђа.
- Подстицање и развој савременог уметничког стваралаштва у свим областима (књижевност, ликовна уметност, музика, извођачке уметности, филм, дигитална уметност).
- Обезбеђивање услова за рад установа културе и уметничких удружења.
- Децентрализацију културе и равномернији културни развој свих делова Србије.
- Подршку култури националних мањина.
- Промоцију српске културе у иностранству и међународну културну сарадњу.
- Обезбеђивање доступности културних садржаја и подстицање учешћа грађана у културном животу.
- Подршку развоју културних индустрија и креативног сектора.
- Унапређење српског језика и ћириличног писма.[3]

## Правни и институционални оквир
Културна политика Србије спроводи се кроз деловање различитих институција и на основу законских и стратешких докумената.

### Министарство културе
Министарство културе је централни орган државне управе задужен за предлагање и спровођење културне политике, израду закона и других прописа у области културе, финансирање програма и пројеката, као и за међународну културну сарадњу. У свом саставу има секторе за различите области културе (нпр. заштита културног наслеђа, савремено стваралаштво, међународна сарадња и европске интеграције у области културе).

### Национални савет за културу
Национални савет за културу је стручно-саветодавно тело које Народној скупштини, Влади и Министарству културе даје мишљења и предлоге о стратешким питањима развоја културе, предлозима закона и другим прописима, као и о финансирању културе. Чланове Савета бира Народна скупштина на предлог Владе, из реда истакнутих уметника и стручњака у култури.

### Кључни закони и стратегије
- Закон о култури: Основни закон који уређује систем културе у Србији, принципе културне политике, статус установа културе, права и обавезе уметника и стручњака у култури, финансирање и друга питања од значаја за област културе.[1]
- Закони који уређују поједине области: Поред општег Закона о култури, постоје и посебни закони за област културног наслеђа, кинематографије, издаваштва, јавног информисања, задужбина, фондација, итд.
- Стратегија развоја културе Републике Србије: Дугорочни стратешки документ који утврђује визију, приоритетне циљеве и мере за развој културе у одређеном периоду (нпр. Стратегија развоја културе Републике Србије од 2020. до 2029. године).[3]

### Улога локалних самоуправа
Јединице локалне самоуправе (градови и општине) имају значајну улогу у креирању и спровођењу културне политике на свом подручју. Оне оснивају и финансирају локалне установе културе (библиотеке, културне центре, музеје, галерије, позоришта), подржавају пројекте и програме од локалног значаја и доносе сопствене стратегије развоја културе усклађене са националном стратегијом.

## Приоритетне области
Културна политика Србије фокусира се на неколико кључних приоритетних области:
- Заштита и унапређење културног наслеђа: Обухвата истраживање, конзервацију, рестаурацију и презентацију покретног, непокретног и нематеријалног културног наслеђа.
- Подршка савременом стваралаштву и уметничкој продукцији: Стимулисање стваралаштва у свим уметничким дисциплинама кроз конкурсе, откупе дела, подршку уметничким удружењима и самосталним уметницима.
- Децентрализација културе: Подстицање равномернијег културног развоја на целој територији Србије, јачање капацитета установа културе изван великих градских центара и подршка локалним културним иницијативама.
- Међународна културна сарадња: Промоција српске културе у свету, учешће на међународним манифестацијама, размена уметника и програма, сарадња са међународним организацијама (Унеско, Савет Европе, Европска унија – нпр. програм Креативна Европа).
- Развој културних индустрија и креативног сектора: Подстицање сектора који имају економски потенцијал, као што су издаваштво, филмска индустрија, дизајн, музичка индустрија.
- Учешће грађана у културном животу и развој публике: Мере усмерене на повећање доступности културних садржаја свим грађанима, посебно деци, младима и осетљивим групама.
- Дигитализација културног наслеђа и савременог стваралаштва: Коришћење дигиталних технологија за очување, презентацију и доступност културних добара.[4]

## Финансирање културе
Финансирање културе у Србији је сложено и долази из различитих извора:
- Буџетска средства: Највећи део средстава за културу обезбеђује се из буџета Републике Србије (преко Министарства културе) и буџета јединица локалне самоуправе.
- Пројектно финансирање: Министарство културе и локалне самоуправе расписују годишње конкурсе за суфинансирање пројеката у култури.
- Сопствени приходи установа културе: Остварују се продајом улазница, услуга, издавачком делатношћу, итд.
- Спонзорства и донације: Из приватног сектора и од појединаца.
- Међународни фондови и програми: Средства из фондова Европске уније (нпр. Креативна Европа), Унеска и других међународних организација и фондација.

## Изазови и перспективе
Културна политика Србије суочава се са бројним изазовима, као што су недовољна буџетска издвајања за културу, потреба за јачањем капацитета установа и организација, унапређење система пројектног финансирања, децентрализација, као и усклађивање са европским стандардима и праксама. Перспективе развоја леже у доследном спровођењу усвојених стратегија, повећању улагања у културу, јачању сарадње између државног, приватног и цивилног сектора, као и у већој партиципацији грађана у културном животу.